# Helma
Helma ist ein weiblicher deutscher Vorname.

## Herkunft und Bedeutung
Bei Helma handelt es sich um eine deutsche Kurzform verschiedener Vornamen, die das Element hjalm „Helm“, „Schutz“ enthalten.

## Verbreitung
In den Niederlanden wurde der Name Helma ab den 1950er Jahren häufiger vergeben. Insbesondere in den 1960er Jahren erfreute er sich großer Beliebtheit. In den 1970er und 1980er Jahren sank die Popularität. Seit den 1990er Jahren wird er nur noch sehr selten vergeben.
Auch in Deutschland ist der Name heute sehr selten. Zwischen 2010 und 2021 wurde er nur etwa 70 Mal als erster Vorname vergeben. Ein vergleichbares Bild zeigt sich auch in Österreich, wo der Name im Jahr 2021 auf Rang 1303 der Hitliste stand.

## Varianten

### Weibliche Varianten
- Deutsch: Hilma, Elma, Helmine, Hemma
- Englisch: Elma
- Finnisch: Helmi
- Niederländisch: Elma

### Männliche Varianten
- Altnordisch: HialmR, Hilmir
- Deutsch: Helmi
- Finnisch: Helmi

## Namenstage
- 31. Mai: nach Helmtrud von Heerse
- 19. September: nach Wilhelmine von Villefranche

## Namensträgerinnen
- Helma Cardauns (1913–2004), deutsche Schriftstellerin
- Helma Chrenko (1938–2022), deutsche Historikerin
- Helma Fehrmann (1944–2010), deutsche Theaterschauspielerin, Theaterpädagogin, Theaterregisseurin und Dramatikerin
- Helma von Feldmann (1903–1989), deutsche Bildhauerin
- Helma Fink-Sautter (1924–2017), deutsche Mäzenatin und Stiftungsgeberin
- Helma Fries (* 1945), deutsche Schauspielerin und Autorin
- Helma Gautier (* 1940), österreichische Schauspielerin
- Helma Heymann (* 1937), deutschsprachige Schriftstellerin
- Helma Heynsen-Jahn (1874–1925), deutsche Porträtmalerin
- Helma Holthausen-Krüll (1916–2020), deutsche Malerin
- Helma Knorscheidt (* 1956), deutsche Leichtathletin
- Helma Kuhn-Theis (* 1953), deutsche Politikerin
- Helma Lehmann (* 1953), deutsche Ruderin
- Helma Lutz (* 1953), deutsche Gesellschaftswissenschaftlerin
- Helma Notte (1911–1997), deutsche Leichtathletin
- Helma Orosz (* 1953), deutsche Politikerin
- Helma Petrick (1940–2025), deutsche Künstlerin
- Helma zur Rocklage (* 1933), deutsche Juristin
- Helma Sanders-Brahms (1940–2014), deutsche Filmregisseurin
- Helma Schimke (1926–2018), österreichische Architektin und Bergsteigerin
- Helma Schmitt (* 1931), deutsche Politikerin
- Helma Schwarzmann, deutsche Voltigiersportlerin
- Helma Seitz (1913–1995), deutsche Schauspielerin
- Helma Sick (* 1941), deutsche Betriebswirtin, Finanzexpertin, Feministin und Sachbuchautorin
- Helma Sjuts (1919–2008), deutsche Ballonfahrerin
- Helma Spöring (* 1954), deutsche Kommunalpolitikerin
- Helma Steinbach (1847–1918), deutsche Gewerkschafterin
- Helma Wennemers (* 1969), deutsche Chemikerin